# Dian Sastrowardoyo
Dian Sastrowardoyo även känd som Dian Sastro, född 16 mars 1982 i Jakarta som Diandra Paramitha Sastrowardoyo, är en indonesisk modell och skådespelerska.
Som modell var hon på omslaget av tidningen Gadis, innan hon slog igenom i filmen Pasir Berbisik (2001). Därefter har hon spelat en mindre roll i den malajiska storfilmen Puteri gunung ledang och huvudroller i populära filmer som Ada apa dengan cinta? och Ungu Violet.

## Filmografi
- 2000 – Bintang jatuh
- 2001 – Pasir berbisik
- 2002 – Ada apa dengan cinta?
- 2004 – Puteri gunung ledang
- 2005 – Banyu Biru
- 2005 – Ungu Violet